# Памятник Белому Биму
Па́мятник Бе́лому Би́му Чёрное у́хо — контактная скульптура, посвящённая собаке Белому Биму Чёрное ухо — герою одноимённой повести советского писателя Гавриила Троепольского; установлена в Воронеже на площади перед Воронежским театром кукол «Шут» (Проспект Революции, 50).

## Описание
Памятник собаке выполнен из нержавеющего металла и отлит в натуральную величину. Правое ухо и левая передняя лапа созданы из бронзы. Пёс сидит прямо на земле (пьедестала у памятника нет), терпеливо ожидая возвращения своего хозяина. На ошейнике — жетон с выгравированным именем пса.

## История
Авторами памятника Биму выступили воронежские скульпторы — лауреаты Государственной премии России Эльза Пак и Иван Дикунов. Идея установить памятник возникла ещё в середине 1980-х годов. Скульпторы начали работу над памятником в 1985 году и создавали его на свои средства. Фигура собаки отливалась в Пензе. Автор повести консультировал скульпторов и давал советы по созданию памятника, но не дожил до его установки.
Памятник был установлен на проспекте Революции у театра кукол «Шут» в 1998 году. Открытие памятника состоялось 5 сентября 1998 года во время праздника города.
В начале 2003 года злоумышленники попытались отрезать ухо скульптуры, поломали детали крепления, и ухо потребовалось снять для реставрации. А через день кто-то проявил сострадание и перебинтовал пострадавшую голову скульптуры.
В августе 2009 года памятник был выдвинут на конкурсный выбор звания неофициального символа Воронежа. После рассмотрения результатов голосования воронежской общественной палатой и комиссией по культурному наследию города в этом качестве был выбран памятник Петру I. Памятник Белому Биму занял третье место.
28 ноября 2010 года, к 105-летию автора «Белого Бима Чёрное ухо», Г. Н. Троепольскому на площади рядом с памятником был устроено театрализованное представление «Бим, который сошёл со страниц книги». 23 апреля 2011 года у памятника состоялась третья Всероссийская акция «Россия без жестокости».